# NGC 1341

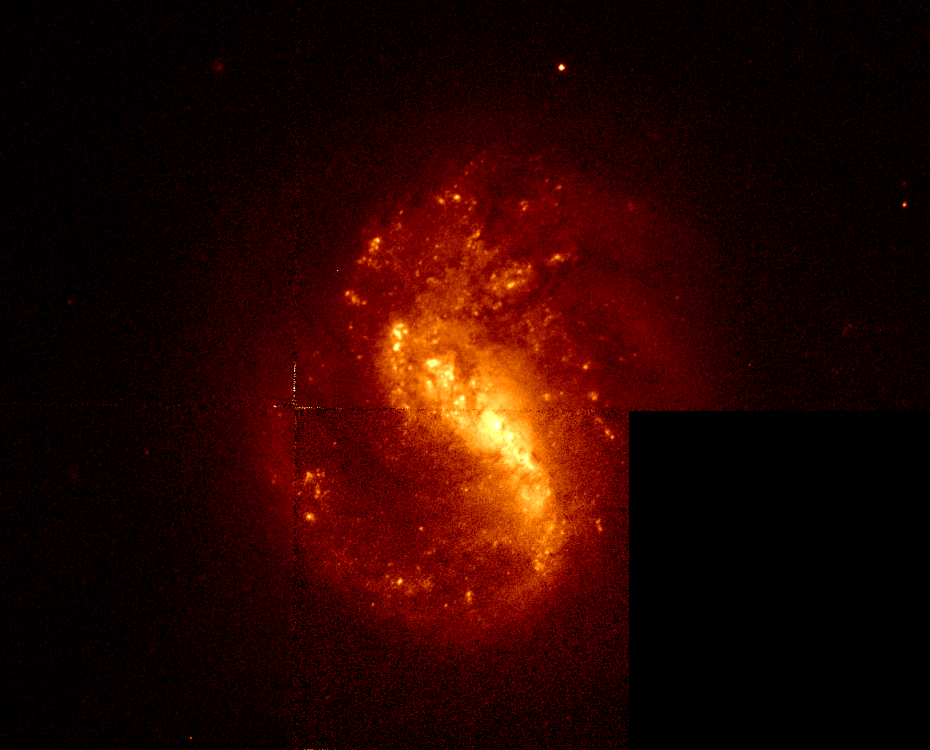
NGC 1341 par le télescope spatial Hubble.

NGC 1341 est une galaxie spirale intermédiaire située dans la constellation du Fourneau. NGC 1341 a été découverte par l'astronome britannique John Herschel en 1837.

## Caractéristiques
Sa vitesse par rapport au fond diffus cosmologique est de 1 775 ± 8 km/s, ce qui correspond à une distance de Hubble de 26,2 ± 1,8 Mpc (∼85,5 millions d'al).
À ce jour, une mesure non basée sur le décalage vers le rouge (redshift) donne une distance d'environ 16,900 Mpc (∼55,1 millions d'al). Cette valeur est nettement à l'extérieur des valeurs de la distance de Hubble. Notons que c'est avec la valeur moyenne des mesures indépendantes, lorsqu'elles existent, que la base de données NASA/IPAC calcule le diamètre d'une galaxie et qu'en conséquence le diamètre de NGC 1341 pourrait être d'environ 24,5 kpc (∼79 900 al) si on utilisait la distance de Hubble pour le calculer.
La classe de luminosité de NGC 1341 est I-II et elle présente une large raie HI. Elle renferme également des régions d'hydrogène ionisé.

## Groupe de NGC 1316 et l'amas du Fourneau
NGC 1341 fait partie du groupe de NGC 1316. Ce groupe est aussi membre de l'amas du Fourneau et il comprend au moins 20 galaxies, dont les galaxies IC 335, NGC 1310, NGC 1316, NGC 1317, NGC 1341, NGC 1350, NGC 1365, NGC 1380, NGC 1381, NGC 1382 et NGC 1404.